# Phyllopezus
Phyllopezus is een geslacht van hagedissen die behoren tot de gekko's en de familie Phyllodactylidae.

## Naam en indeling
De wetenschappelijke naam van de groep werd voor het eerst voorgesteld door Wilhelm Peters in 1877. Er zijn zes soorten, inclusief de pas in 2018 beschreven soort Phyllopezus heuteri.

## Verspreiding en habitat
De gekko's komen voor in delen van Zuid-Amerika en leven in de landen Argentinië, Brazilië, Paraguay, Bolivia en Peru. De habitat bestaat uit droge tropische en subtropische bossen, droge savannes, vochtige tropische en subtropische laaglandbossen en rotsige omgevingen. Ook in door de mens aangepaste streken zoals landelijke tuinen kunnen de dieren worden aangetroffen.

## Beschermingsstatus
Door de internationale natuurbeschermingsorganisatie IUCN is aan vier soorten een beschermingsstatus toegewezen. Drie soorten worden beschouwd als 'veilig' (Least Concern of LC) en een soort als 'gevoelig' (Near Threatened of NT).

## Soorten
Het geslacht omvat de volgende soorten, met de auteur en het verspreidingsgebied.
| Naam                      | Auteur                                      | Verspreidingsgebied                     |
| ------------------------- | ------------------------------------------- | --------------------------------------- |
| Phyllopezus heuteri       | Cacciali, Lotzkat, Gamble & G. Köhler, 2018 | Paraguay                                |
| Phyllopezus lutzae        | Loveridge, 1941                             | Brazilië                                |
| Phyllopezus maranjonensis | Koch, Venegas & Böhme, 2006                 | Peru                                    |
| Phyllopezus periosus      | Rodrigues, 1986                             | Brazilië                                |
| Phyllopezus pollicaris    | Spix, 1825                                  | Brazilië                                |
| Phyllopezus przewalskii   | Koslowsky, 1895                             | Argentinië, Brazilië, Paraguay, Bolivia |